# Fußball auf den Cayman Islands
Fußball ist eine der beliebtesten Sportarten der Cayman Islands.

## Geschichte
Seit 1950 wird auf den Cayman Islands Fußball gespielt, jedoch gab es damals noch keine Fußballplätze auf den Inseln. Erst 1960, dank Clifton Hunter und Timothy McField, wurde ein Sportplatz – The Annex – in George Town errichtet. Clifton Hunter arbeitete parallel in West Bay und trieb dort die Entwicklung des Fußballsports voran. In dieser Zeit entstand eine Rivalität zwischen den beiden Distrikten, der Hauptstadtregion und der West-Bay-Region, die bis heute anhält. Für einen langen Zeitraum waren die beiden Fußballplätze in George Town und West Bay die einzigen Plätze des Landes.
1966 wurde die Cayman Islands Football Association (CIFA) gegründet.
Mit der wachsenden Zahl der Fußballbegeisterten auf den Cayman Islands war der Bedarf nach neuen Spielstätten sehr groß. 1982 wurde The Annex ausgebaut, 1994 wurde das Ed Bush Field in West Bay eröffnet, das erste Spiel in diesem Stadion gewann die Nationalmannschaft der Cayman Islands gegen Jamaika, wodurch sie für den Shell Caribbean Cup qualifiziert waren. Beeindruckt durch diese Leistung, gestattete die Regierung den Bau weiterer Stadien.
1992 wurde die CIFS Mitglied des CONCACAF und der FIFA.
1995 erbaute die CIFS einen modernen Sportkomplex, den Truman Bodden Sports Complex und im Juli 1995 waren die Cayman-Inseln Gastgeber des Shell Caribbean Cup. Im selben Jahr eröffnete Pelé höchstpersönlich das Donovan Rankine Field in East End.

## Fosters National League
Die Cayman Islands besitzen eine eigene Fußball-Liga, die Foster’s National League. In ihr spielen jedes Jahr die acht besten Mannschaften um den kaimanischen Meistertitel. Diesen besitzt zurzeit Scholars International FC. In der Saison 2008/2009 spielen folgende Mannschaften in der ersten Spielklasse:
- Elite SC
- Future SC
- George Town SC
- Latinos FC
- Roma FC
- Scholars International FC
- Sunset FC
- Tigers FC

## Nationalmannschaft
Seit ihrem Beitritt zur FIFA 1992 haben die Cayman Islands regelmäßig versucht, sich einen Platz bei der Fußball-Weltmeisterschaft zu sichern, doch eine Nation stand ihrem Streben bisher im Weg: Bei allen Versuchen unterlagen sie in der ersten Runde ihrem Inselnachbarn Kuba. 1996 lautete das Gesamtergebnis 6:0 für Kuba, 2000 war es ein 4:0 – obwohl die Cayman Islands dieses Mal mit einem torlosen Unentschieden im Truman Bodden Stadium von Grand Cayman wenigstens einen Punkt holen konnten – und 2004 verlor man daheim mit 1:2 und auf Kuba mit 0:3.